# Lomtjärnen (Skogs socken, Hälsingland, 678278-156171)
Lomtjärnen är en sjö i Söderhamns kommun i Hälsingland och ingår i Ljusnan-Skärjåns kustområde.